# Нанг Кео Пхімпха
Нанг Кео Пхімпха Жорстока (лаос. ນາງແກ້ວພິມພາ; 1343—1438) — одинадцята правителька королівства Лансанг.
Також відома за своїм титулом Магадеві. Імовірно, що вона була єдиною жінкою-правителькою Лансангу. Відповідно до хронік її правління було дуже нетривалим, кілька місяців, після чого її повалили та вбили в результаті придворної змови. На той момент королеві було вже близько 95 років. Її сходження на престол стало кульмінацією десятиріччя, впродовж якого було вбито кількох королів, які були лише номінальними володарями, фактичну ж владу в країні мала Магадеві.
Питання ідентифікації Магадеві є предметом дискусій як серед давніх дослідників, так і серед сучасних. Її називали старшою дочкою, молодшою сестрою, дружиною принца або ж мачухою короля Самсенетаї. Єдине, що вказує на її походження — титул Магадеві, що надавався лише старшим жінкам королівського роду монарха, що правив. Деякі дослідники, враховуючи вік Магадеві, ідентифікують її як Кео Лотфа, дружину засновника держави Лансанг, короля Фа Нгума, яка походила з королівства Аюттхая й отримала титул Магадеві після смерті його старшої дружини Кео Кання 1368 року, незадовго до того, як Фа Нгума було повалено. Попри всі суперечки, дослідники сходяться на тому, що Магадеві була фактичною правителькою королівства від моменту смерті Лан Кхам Денга до сходження на престол короля Чаккапхат Пхаєн Пхаєо.

## Боротьба за владу
Починаючи від раптової смерті короля Лан Кхам Денга, період 1428—1438 років у Лансангу позначився тривалою кризою спадкування престолу, спричиненою боротьбою за владу між різними фракціями при дворі. Одна з тих фракцій підтримувала зв'язки з сіамською державою Аюттхая, інша ж залежала від Кхмерської імперії. Перша утворилась від самого початку заснування королівства Лансанг, коли його засновник Фа Нгум одружився з дочкою правителя Аюттхаї Рамадіпаті. Інша фракція була тісно пов'язана з кхмерським імператорським двором, який відіграв надважливу роль в об'єднанні лаоських земель та заснуванні королівства Лансанг. Деякі дослідники вважають, що саме конфлікт між тими двома фракціями призвів до повалення та заслання з країни її засновника, короля Фа Нгума 1372 року. Придворні хроніки не надають точних дат та навіть точної послідовності правителів у той період. Найбільш імовірною виглядає така хронологія правління королів, що їх смерть, як вважають, стала наслідком інтриг Магадеві:
- Пхомматат (1428—1429) — убитий через 10 місяців перебування на троні;
- Юкхон (1429—1430) — убитий через 8 місяців перебування на троні;
- Хон Кхам (1430—1432) — убитий через 18 місяців перебування на троні;
- Кхам Там Са (1432) — за 5 місяців після сходження на престол був змушений тікати з країни через загрозу вбивства й помер у вигнанні наступного року;
- Лусаї (1432—1433) — покінчив життя самогубством за 6 місяців після сходження на престол;
- Кхаї Буа Бан (1433—1436) — убитий через 3 роки перебування на троні;
- Кхам Кеут (1436—1438) — можливо, був отруєний[3] через 2 роки перебування на троні.

## Біографія
Ле Буланже у своїй Історії Французького Лаосу називає Магадеві старшою дочкою короля Самсенетаї. Лаоський історик Сіла Віравонг переконаний, що вона була молодшою сестрою Самсенетаї. Майкл Оґер вважає, що вона була старшою дружиною того ж правителя та матір'ю його сина Лан Кхам Денга. Емфі Доре та Мартін Стюарт-Фокс наполягають, що насправді Магадеві — це дружина Фа Нгума Кео Лотфа, дочка короля Рамадіпаті. Усі вони ґрунтували свої припущення, спираючись на лаоські хроніки більш пізніх періодів.
В залежності від того, як її ідентифікують, відповідно, до такої фракції при дворі її й відносять. Тобто, з цього приводу, також немає єдиної думки.
Попри дискусію з ідентифікації особи Магадеві, дослідники сходяться на тому, що Магадеві взяла собі за чоловіка набагато молодшого за неї придворного. Зрештою вона возвеличила його до посади головного міністра двору. Маючи при собі першого міністра, Магадеві разом з ним могла легко маніпулювати придворними фракціями шляхом залякування та вбивств. Наскільки Магадеві зі своїм чоловіком були відповідальними за вбивства монархів, невідомо, втім усі хроніки вказують на те, що саме Магадеві у своєму прагненні до абсолютної влади стала ініціаторкою змов якщо не проти всіх, то проти більшості своїх попередників.
Хроніки зазначають, що після смерті Кхам Кеута Магадеві сама зайняла трон під іменем Нанг Кео Пхімпха, втім її володарювання тривало лише кілька місяців. До того часу двір надто втомився від її зловживань, тому королеву було повалено та страчено разом з її чоловіком. Їх відвезли до місця, що мало назву Пхадієо на березі річки навпроти палацу Сієнгтонг, де їх зв'язали та вкинули у воду як жертву нагам. Після смерті Магадеві та відмови прямого королівського спадкоємця Ванг Бурі зайняти трон, було прийнято рішення про створення ради, яку очолили два вищих представника духовенства Пра Мага Саттатіко та Пра Мага Самудакоте, на допомогу їм було призначено чотирьох представників війська. Рада правила країною впродовж трьох років. 1441 року принц Ванг Бурі, який упродовж багатьох років був губернатором В'єнтьяна, погодився на пропозицію духовенства та став новим королем Лансангу під ім'ям Чаккапхат Пхаєн Пхаєо.